# Stazione di Ikejiri-Ōhashi
La stazione di Ikejiri-Ōhashi (池尻大橋駅?, Ikejiri-Ōhashi-eki) è una stazione ferroviaria di Tokyo che si trova a Shibuya e serve la linea Tōkyū Den-en-toshi

## Linee
Tōkyū Corporation
● Linea Tōkyū Den-en-toshi

## Struttura
La stazione possiede due marciapiedi laterali con due binari centrali passanti in tunnel profondo.
| 1 | ● Linea Tōkyū Den-en-toshi | per Futako-Tamagawa, Nagatsuta e Chūō-Rinkan                                   |
| 2 | ● Linea Tōkyū Den-en-toshi | per Shibuya e, via linea Hanzōmon, Oshiage e, via linea Tōbu Isesaki, Kasukabe |

## Stazioni adiacenti
| «                                 | Servizio                 | »                        |
| Linea Tōkyū Den-en-toshi          | Linea Tōkyū Den-en-toshi | Linea Tōkyū Den-en-toshi |
| --------------------------------- | ------------------------ | ------------------------ |
| Shibuya                           | Locale Semirapido        | Sangen-Jaya              |
| Tutti gli altri treni non fermano |                          |                          |